# Тіна Стовелл
Тіна Венді Стовелл, баронеса Стовелл з Бістона (англ. Tina Stowell, Baroness Stowell of Beeston; нар. 2 липня 1967, Ноттінгем, Англія) — британський політик-консерватор, довічний пер з 2011 і спікер Палати лордів (Лорд-хранитель Малої печатки) з 15 липня 2014.

## Життєпис
Вона закінчила Центральний коледж Ноттінгем, після чого працювала на державній службі. З 1986 по 1988 вона працювала у Міністерстві оборони, після чого вирушила на посаду за кордоном, у британському посольстві у Вашингтоні (США). У 1991 році вона повернулася до Лондона і приєдналась до команди тодішнього прем'єр-міністра Джона Мейджора. Стовелл пізніше працювала у BBC, де очолювала відділ корпоративних зв'язків. У той час, коли лідером Консервативної партії був Вільям Хейг, вона була штатним працівником партії і заступником начальника штабу її штаб-квартири у Лондоні.
10 січня 2011, королева Єлизавета II, діючи на прохання прем'єр-міністра Девіда Кемерона, зробила її баронесою Стовелл з Бістона. Пізніше вона стала парламентським заступником Міністра у Міністерстві громад і місцевого самоврядування.
У 1996 році вона отримала Орден Британської Імперії, який був формою шанування її заслуг у період роботи на прем'єр-міністра Мейджора.